# Håkon Opdal
Håkon Eikemo Opdal (Odda, 11 juni 1982) is een Noors betaald voetballer die speelt als doelman. Hij staat sinds 2013 onder contract bij IK Start na eerder onder meer voor SK Brann Bergen te hebben gespeeld.

## Interlandcarrière
Onder leiding van bondscoach Åge Hareide maakte Opdal zijn debuut voor het Noors voetbalelftal op 15 november 2006 in het oefenduel tegen Servië (1-1) in Belgrado, net als verdediger Bjørn Helge Riise (Lillestrøm SK).

## Erelijst
SK Brann Bergen
- Noors landskampioen

2007
- Noorse beker

2004